# 過変態

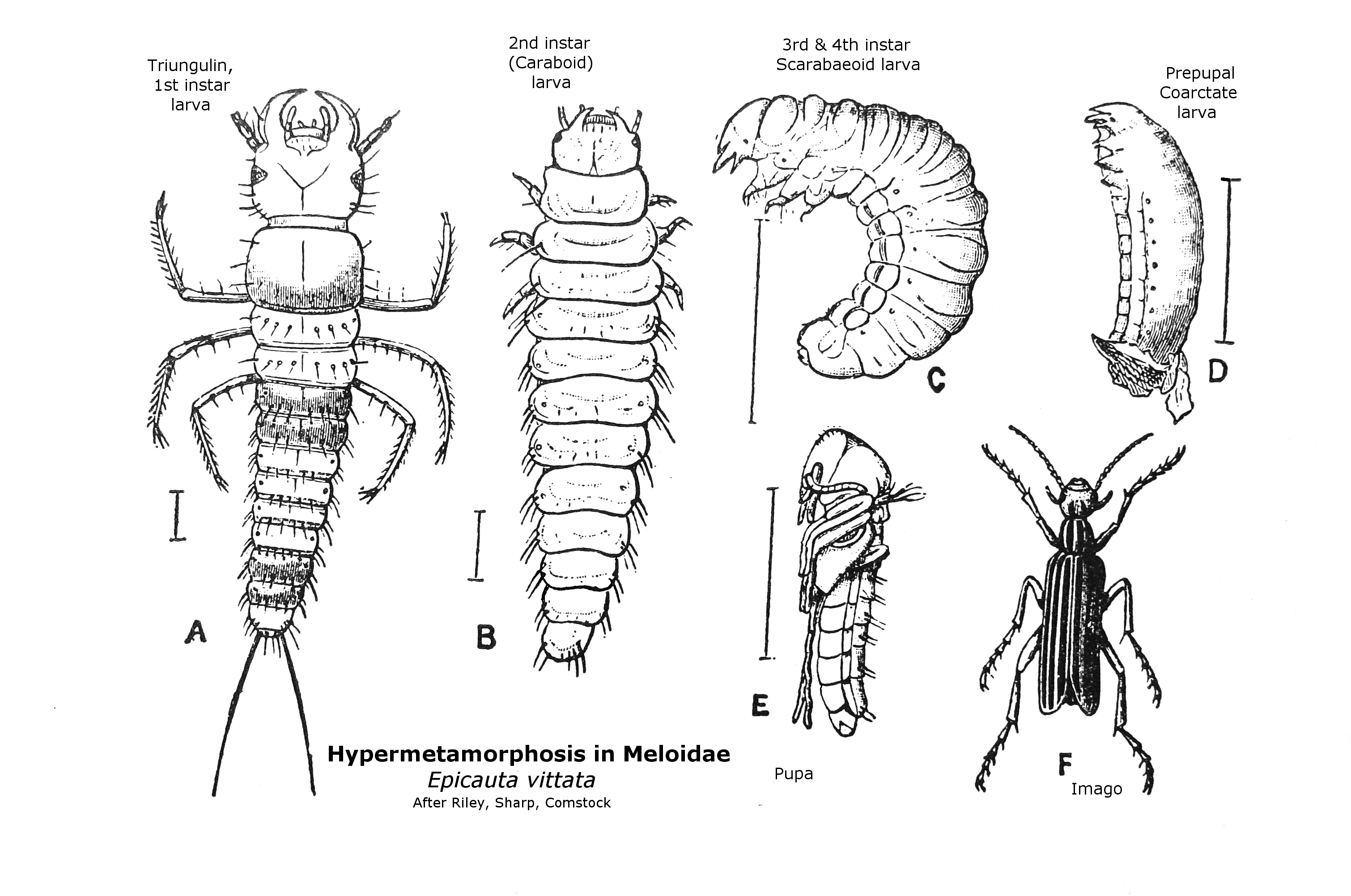
過変態を示す昆虫の各段階を示す
ツチハンミョウ科マメハンミョウの1種(Epicauta vittata)

過変態（かへんたい hypermetamorphosis）は、昆虫の発育に見られる変態の型の一種。完全変態のうち、幼虫の時期に形態や機能の異なる複数の段階があるものを指す

## 具体例
典型例にツチハンミョウ類がある。この類の生活史は以下のようなものである。この類は幼虫が孤独性のハナバチ類に寄生する。成虫は卵を地中浅くに産み付ける。幼虫は春から初夏に孵化する。出て来た1齢幼虫は扁平な紡錘形の体を持ち、湾曲した大きな大顎とよく発達した歩脚をもち、その先端には爪がよく発達し、さらにその脇の剛毛も爪状になり、一見では3本の爪を持つように見える。この幼虫はしばしばシミ型ともいわれる（図のA）。この幼虫は花に移動し、ハナバチ類が花粉や蜜を集めに来るのを待ち、ハチが来るとその体の上に移動する。幼虫はハチの体上でその毛に掴まっており、大顎や足先の爪が発達しているのはこのための適応と考えられる。
1齢幼虫はハチが巣を作り、花粉や蜜を貯め、そこに産卵したときに卵の上に移動し、ここで卵を食べた後に脱皮して2齢となる。この幼虫は太った体によく発達した大顎と短い歩脚を持つジムシ型で、ややコガネムシ類の幼虫に似る。花粉や蜜を食べて成長して同様な形の幼虫として齢を重ね、5齢まで育つ（図のBとC）。これが脱皮すると6齢幼虫となるが、これは大顎も歩脚も退化し、運動能力もなく、硬い表皮に包まれた蛹のような形となる。これを擬蛹（ぎよう、囲蛹　いよう　とも）という（図のD）。これはその後にもう一度脱皮し、再び退化した歩脚や顎を持つ7齢幼虫となるが、これは移動も摂食も行わず、次の脱皮で真の蛹となる（図のE）。

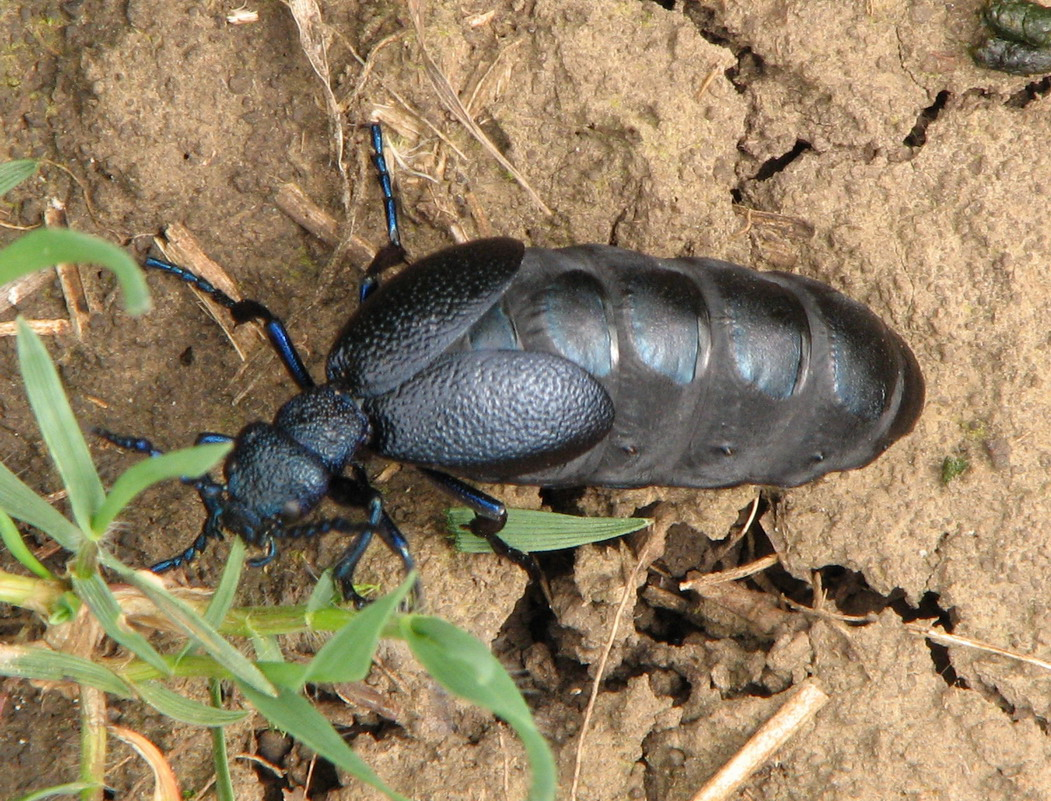
オオツチハンミョウ(Meloe proscarabaeus 雌成虫)
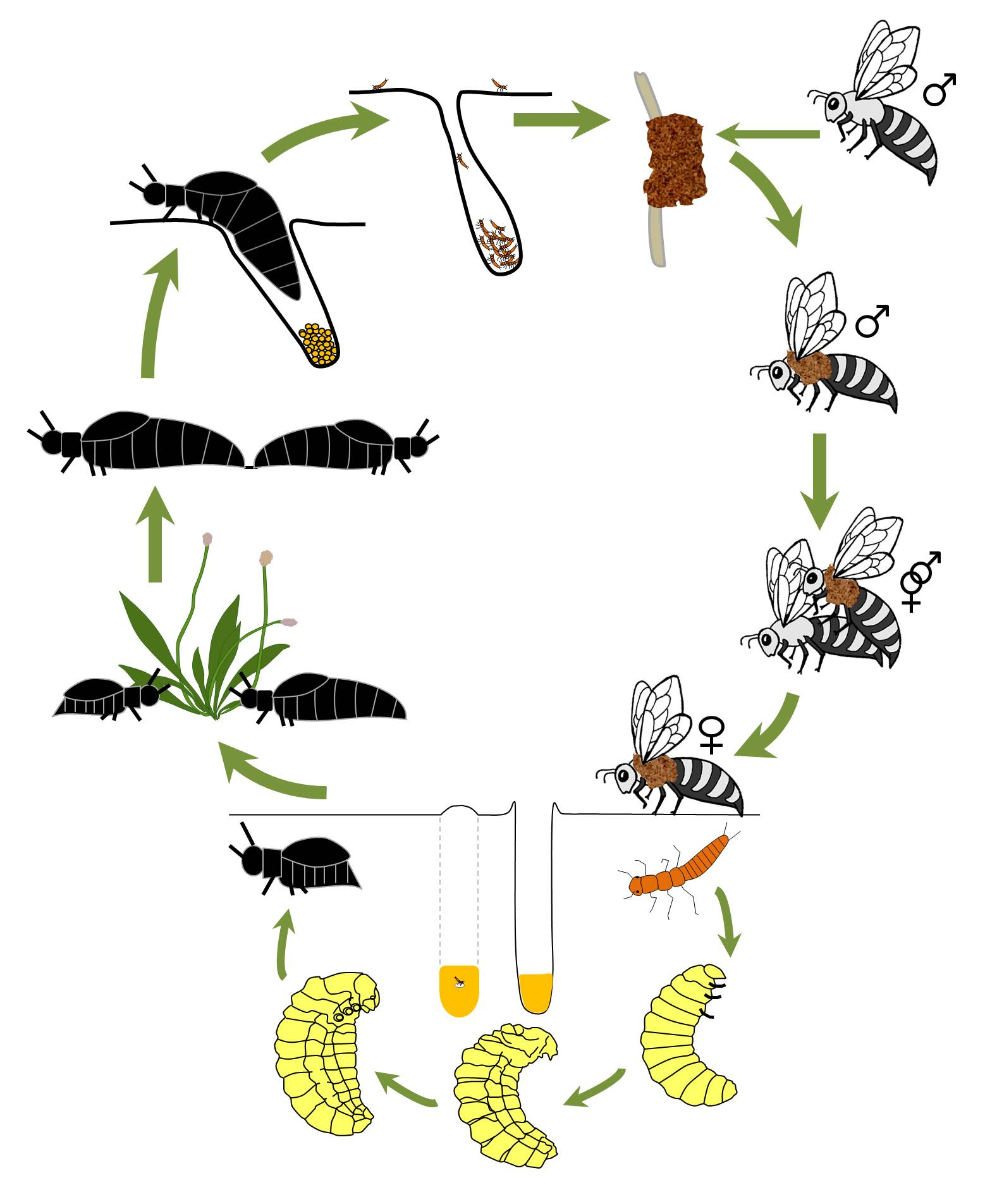
ツチハンミョウ類の生活史模式図
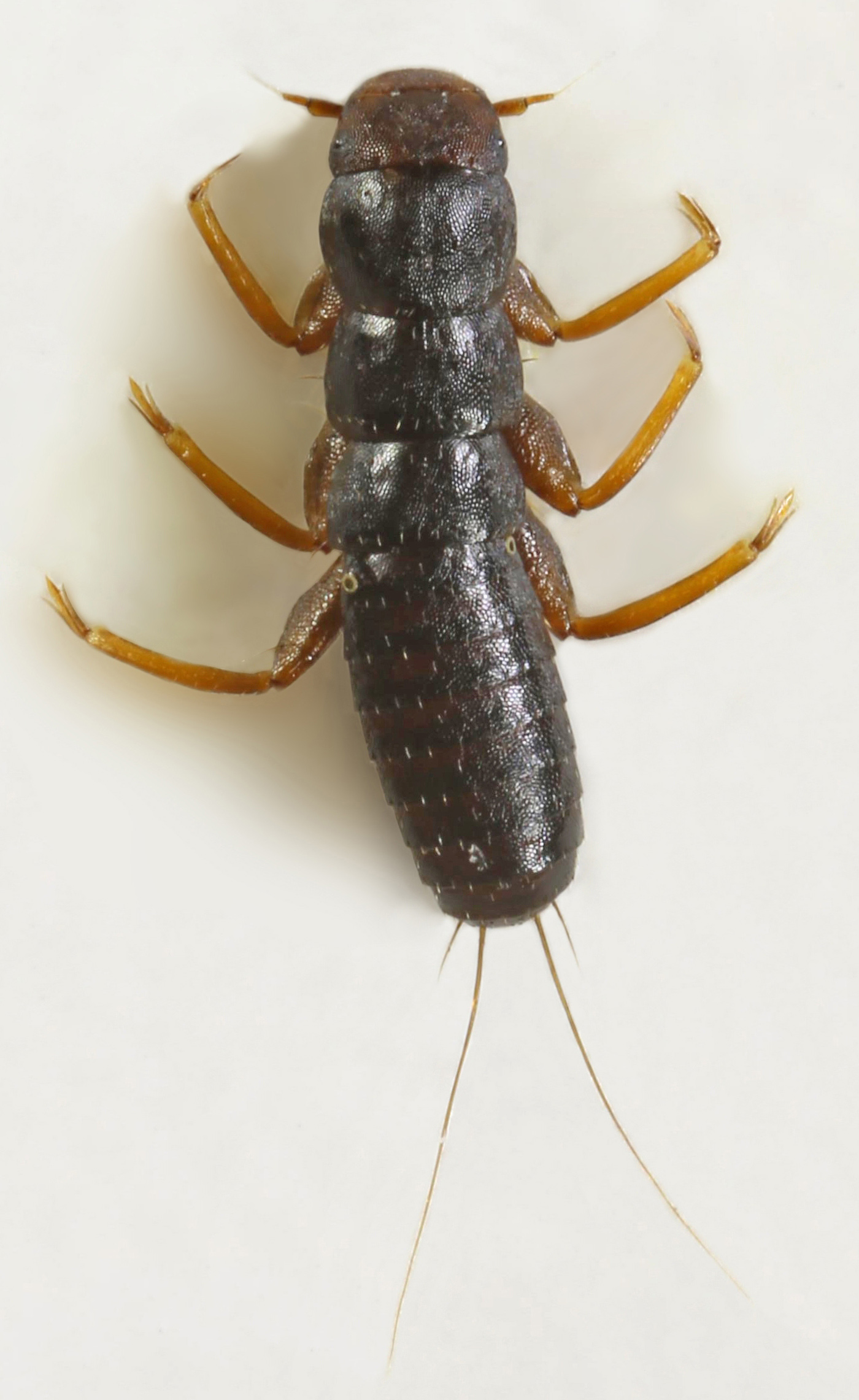
ムラサキオオツチハンミョウ(M. violaceus)・1齢幼虫

## 定義
昆虫の生活史において、幼虫と成虫では形態的にはっきりとした違いがあり、この変化を総称して変態という。一般的には幼虫と成虫の間に蛹の時期がなく、幼虫と成虫が比較的似ているものを不完全変態、その間に蛹の時期があり、幼虫と成虫で形態が大きく変わるものを完全変態という。過変態は、完全変態のうちで、幼虫期の間に大きな形態的な変化を示すものを指すものである。典型的なのは、寄生性昆虫の中で、1齢幼虫が宿主まで移動する型の生活史を持つものに見られるもので、1齢幼虫が大きな運動能力を持ち、しばしば宿主昆虫の成虫にしがみついて運ばれ、あるいは自力で移動して宿主に辿り着き、そのための歩脚や爪などを発達させる、というものである。このような幼虫が宿主となる卵や幼虫、そのために蓄えられた餌などに到達すると、そこで脱皮して生じる2齢幼虫はそのような運動性を大きく失い、不活発な幼虫に形を変える。
より厳密には多変態と過変態を区別する。
- 多変態（たへんたいpolymetaboly）は完全変態の幼虫期に形態と機能の異なる時期が複数あるもの。
- 過変態は、広義には多変態に含まれ、幼虫期に更に偽蛹(pseudopupa)の時期を持つものを指す。

ただしこの語の使用例には揺れもあり、1齢幼虫とその後の幼虫が大きく形態や行動を変えるものを指して過変態という、との定義もあり、その意味での使用例もある。上記の三橋総編集(2003)の説明でも多変態の例として寄生性昆虫において第1齢の幼虫が高い運動能力を持つことを例に挙げており、また寄生性昆虫に多く見られるとしているので、内容的には大差ない。ただし後記のようにいわゆる寄生性とはやや異なるものにも例はあり、その場合には1齢幼虫だけとは限らない場合もある。
また、擬蛹の段階を持つのはツチハンミョウ類に限られるらしいので、1齢とその後の幼虫で大きく形態や行動が変化することの方が普遍性はあるようである。

## 寄生性昆虫の場合

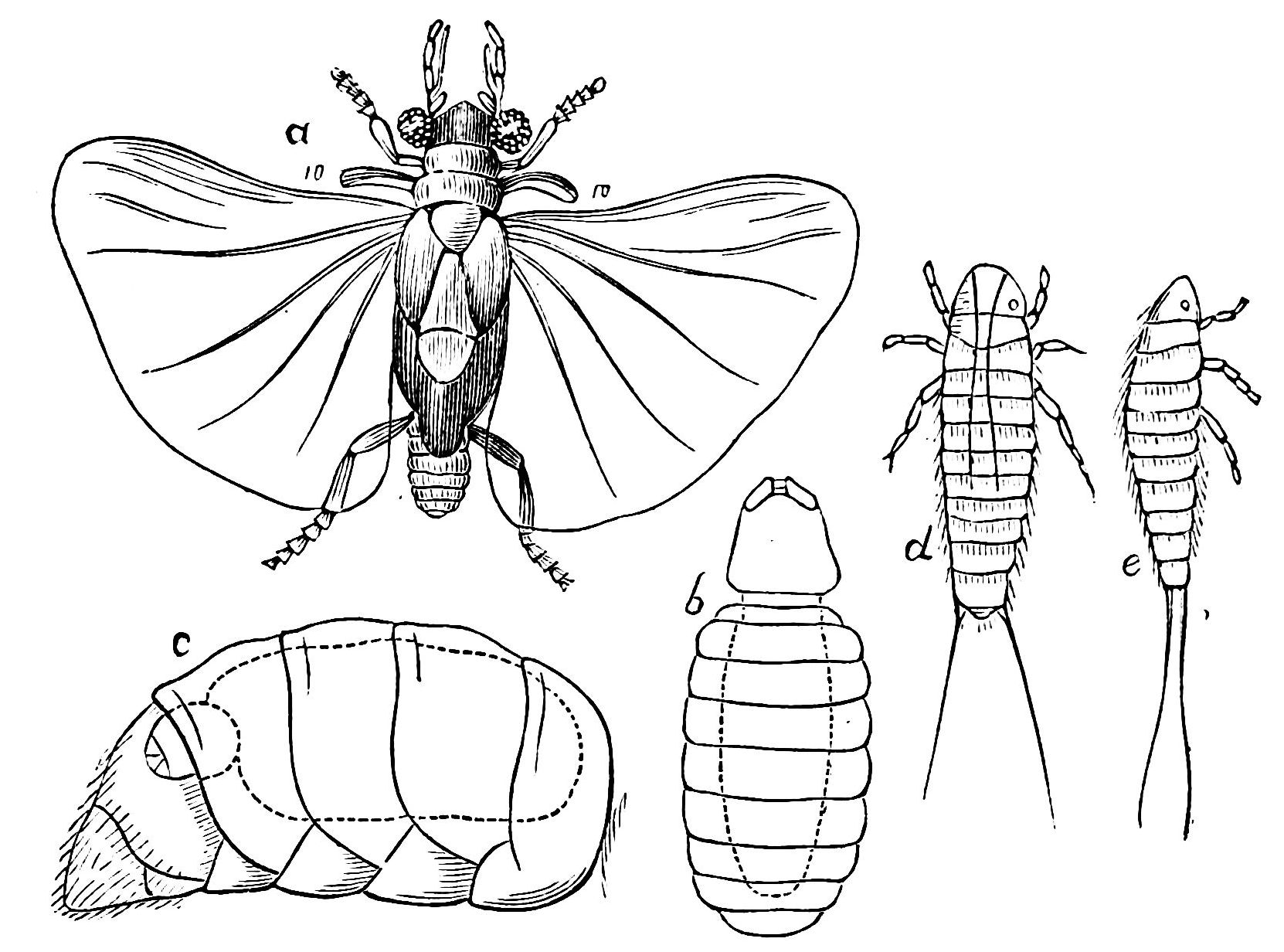
ハチネジレバネ類(Stylops)の各段階
右2つが1齢幼虫

過変態といわれるのは、上記のように1齢幼虫が宿主まで到達するための特別な運動器官を備え、2齢では宿主上、あるいは内部で寄生生活をするためにそのような構造や能力を大きく失う、という例が多い。ツチハンミョウ類に見られるような、扁平な紡錘形の体に高い運動性を備えたものをプラニデュウム Planidium と総称することがあり、これに類する幼虫を持つものは寄生性昆虫に多い。これを持つのは寄生性昆虫として、コウチュウ目のツチハンミョウ科、オオハナノミ科、それにホソカタムシ科のソシルス属 Sosylus があり、他にネジレバネ目、チョウ目のセミヤドリガ、ハエ目のツリアブ科から知られ、また非寄生性ではあるがコウチュウ目のハネカクシ科とホタルモドキ科でも知られる。
他にアミメカゲロウ目のカマキリモドキ科のものは幼虫がクモ類の卵塊に寄生することで知られ、その幼虫はアミメカゲロウ目の一般的な幼虫の形ながら胸脚がよく発達し、卵に到達するとそこで生じる2齢、3齢幼虫は歩脚を退化させてウジムシ状となり、やはり過変態とされる。
ハチ目とハエ目には多くの寄生性の種があり、その中には親が卵を宿主に産み付けない種が多数含まれる。それらにも1齢幼虫が高い運動性を有し、それによって宿主に辿り着くものがある。それらもプラニディウムである。たとえばアリヤドリコバチ科 Eucharitidae の雌は宿主であるアリの巣からやや離れた葉の上などに産卵し、孵化した1齢幼虫は全身をキチン板で覆われ、多くの棘状突起を持ち、乾燥に耐え、また一定の運動能力を持つ。幼虫はアリの通る場所まで移動して待機し、通りかかったアリに取り付いて巣まで運ばれる。ハエ目では、たとえばヤドリバエ科のセスジハリバエ Tachina nupta はチョウ目の幼虫に寄生するが、親は卵を植物の上などに産み、そこから孵化した幼虫は体表面にクチクラの小板を多数備え、乾燥にも耐える。幼虫は植物体上で待機の姿勢を取り、震動などで宿主動物の接近を感知すると身体を前後左右に振り動かし、宿主に接触するとそこから侵入する。また甲虫の幼虫に寄生するアカアシナガハリバエ Dexiosoma canina では1齢幼虫の全身に長い毛があり、また触角が発達しており、幼虫は土や材の中を宿主を探し回る。
擬蛹についてはツチハンミョウ科でのみ知られ、その意味や機能などは不明であるが、ツチハンミョウ属はこの時期で夏を越し、またキゲンセイ属のものはこの時期で越冬する。

## 寄生性以外の例
上記のようないわゆる寄生性として扱われないものにも過変態とされる例がある。

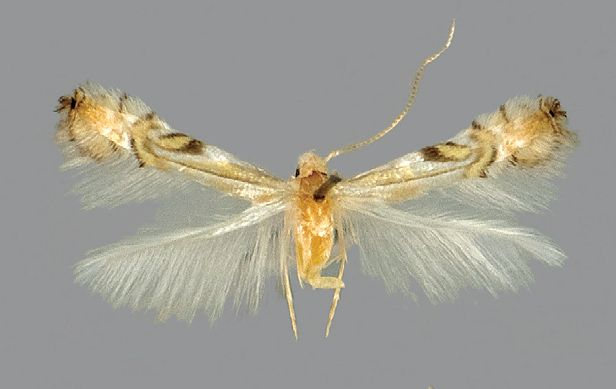
Phyllocnistis属のホソガの例
P. maxberryi

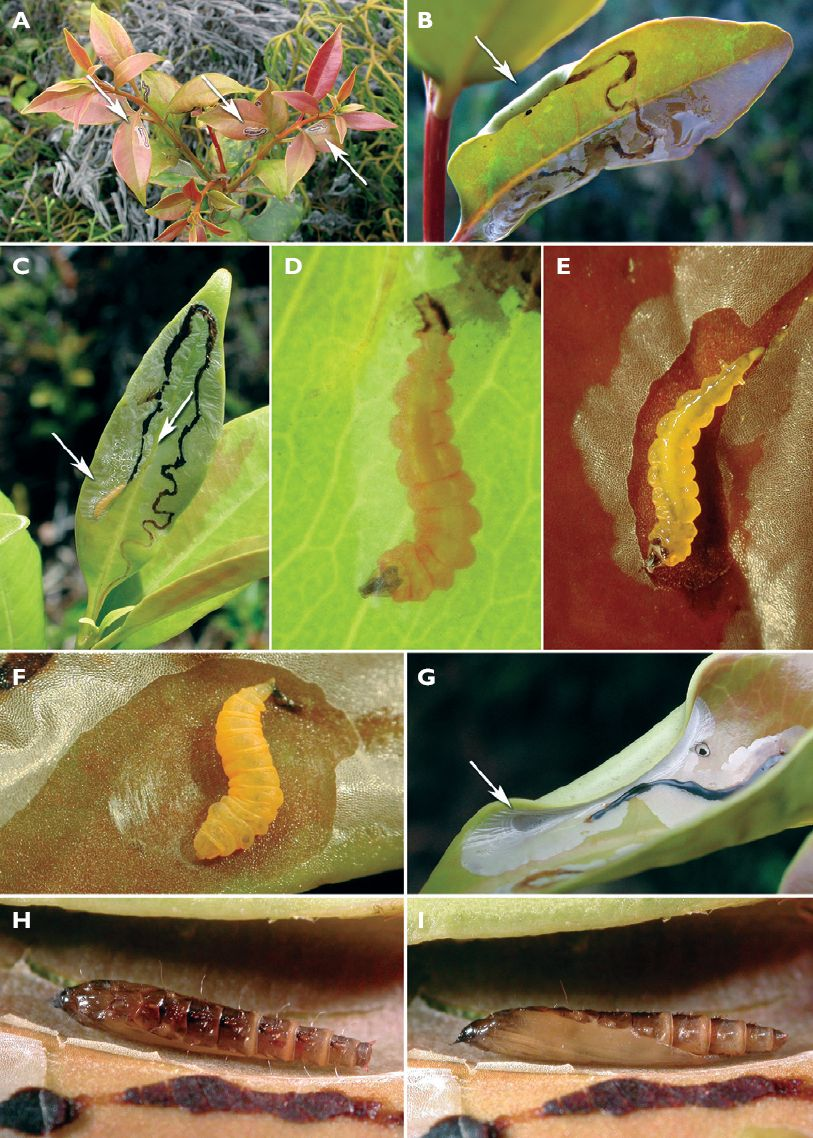
P. maxberryi
Eが若齢幼虫、Fが老齢幼虫

ホソガ科 Grcilaridae のガは大部分が潜葉性、つまり幼虫が食草の葉を食べる際に葉の表裏の表皮間に潜り込み、表皮を残して間の葉肉だけを食べ進む形を取る。その幼虫は若齢幼虫と後期幼虫で形が違い、若齢では体が扁平で、往々に胸部の幅が広くてカミキリムシの幼虫に似る。後期になると普通のガのように円筒形になる。また若齢幼虫はその口が吸収型であり、後期幼虫では咀嚼型となる。さらに同科の Phyllonorycter 属のものでは若齢幼虫は胸部と腹部の歩脚がなく、口は前に向き、海綿状組織をかみつぶして内容物を吸収するだけの摂食法であるのに対して後期幼虫では胸部に3対の歩脚と腹部に3対、尾端に1対の歩脚を持ち、円筒形の体に口が下を向く、標準的なイモムシ型に近くなる。摂食は咀嚼により、細胞組織を食べる。また若齢幼虫には吐糸管がなく、後期にはそれを持つようになることから若齢幼虫の食べあとは平面的で、後期のそれはより立体的になる。それぞれの齢数はクスノハムグリガでは若齢が1齢と2齢、後期が3齢と4齢にあたる。このようにホソガ科のものは潜葉性という特殊な摂食方法に強く適応し、過変態になるに至ったと考えられ、これは幼虫の成長段階で資源を分割し、それによって『限りある資源の利用を最適化』しているものと考えられる。
またマメゾウムシ科では幼虫がマメ科の種子に潜り込んでこれを餌にするが、1齢幼虫がよく発達した胸脚と有歯の胸板を備え、種子内に穿孔して脱皮すると歩脚の一部、あるいは全てを失い、ウジ虫型に近い形になる。これもまた過変態の一つの例とされる。